# Rotting Christ
Rotting Christ este o formație de black metal din Atena, Grecia, fondată în anul 1987. Sunt recunoscuți ca fiind prima trupă de acest gen din regiune.	
Trupa era formată din frații Sakis Tolis (născut la 29 iunie 1972, Atena, voce și chitară) și Themis Tolis (născut la 28 martie 1974, Atena, tobe). Andreas Lagios (născut la 11 noiembrie 1972, Atena) a fost de basistul din anul 1996, având în loc de Jim Patsouris. Giorgos Bokos s-a alăturat în calitate de chitarist, în 2005, înlocuindu-Kostas Vassilakopoulos.
Trei keyboardists au fost o parte din trupa; Tolias George, George Zaharopoulos și o sesiune cunoscut numai ca Panayiotis.
Biografie
În două decenii de existență, trupa a început ca brut de black metal, dar   a fost descris ca fiind un "dark metal" [5] direcție pe versiuni mai târziu, aproape face departe cu titlu de black  metal, dar nu a compromite lor extrem de sunet .
În timpul lor de repetiție era la sfârșitul anilor 1980, trupa a început ca grindcore și lansat diverse demonstrații și pleacă cu alte trupe din zona de la Atena. Grupul, mai târziu, le va modifica sunetul cu influență din proto-black metal, cum ar fi benzi, Celtic Frost și venin, și în acest proces a devenit unul dintre genurile de instigatori. 5 cântecul lor demo, Satanas Tedeum, ar arăta un grindcore / black metal, crossover, urmat de cariera-rupere PE, trecerea la Arcturo, în anul 1991.
Unul din trupa prima majore aparitii pe 1993 a fost "Fuck Christ Tour", constând din nemuritor și Blasfemie. În timpul acestui concert, unii membri ai publicului s-au  angajat în activitati de tăiere și auto mutilare care au dus la spitalizarea acestora. [6] Inainte de a semna pentru a Unisound, Mayhem a Øystein Aarseth au exprimat interesul de a distribui prin banda lui "Deathlike Silence Productions" etichetă, [7], dar din cauza lui Aarseth crimă în același an, materializat nimic. Banda va semna la Century Media, în 1996 și rămâne pe lista lor de 10 ani, înainte de aderarea Season of Mist.
Rotting Christ au jucat în mai multe continente în afara lor nativ Grecia, inclusiv cele două Americi, mai mare în Europa, Rusia, Regatul Unit, Malta și Orientul Mijlociu. Heavy metal, mai multe festivaluri din întreaga lume au găzduit trupa, inclusiv din 2003 Wacken Open Air din Schleswig-Holstein, Germania. Trecut tourmates au inclus My Dying Bride, Tristania, Tiamat, Vintersorg, Finntroll, Agathodaimon, Old Man's Child, invidios de Creație, anorexie Nervosa, Vader, Krisiun, Deicide, Behemoth și Nile, printre multe altele. [8] [9] [10]
[modifică] Publicitate
Pe parcursul anilor, grupul s-a confruntat cu controverse din cauza numelor lor și a câștigat atenția mass-media internațională, în noiembrie 1999 în 2000 Statele Unite Primaries prezidentiale pentru Republican Nominalizarea, când candidatul / Christian conservator Gary Bauer acuzat formatia de a fi "anti-catolic", printre alte lucruri. Ca răspuns la criticile lui Bauer, Sakis a scris:
```
    "Condiții de viață în (așa-numita) societățile democratice, 
cred că toată lumea ar trebui să aibă dreptul de a apela 
religii ca el / ea vrea. Avem, de fapt, pur și simplu cred că ei 
sunt" descompunere "! Noi nu suntem o" satanice-cruciat "tip de trupa, dar mai 
degrabă una dintre cele mai multe trupe care reprezintă 
partea întunecată a metalelor de muzică în zilele noastre. " [11]
```

Themis Tolis  și George Bokos , la un concert, în Polonia, 2006
De asemenea au avut de a anula unele spectacole, cel mai recent în mai 2005, când Megadeth frontman Dave Mustaine a refuzat să cante la un concert , dacă Rotting Christ au fost pe proiectul. [12] Ca răspuns la anularea lor forțată, Sakis notat:
```
    Nu m-am aștepta la așa ceva de la Dave Mustaine, pentru 
ca, stii, el ar fi trebuit să fie de metal - stii tu," trupa de 
metal, "toate metal ... Ma simt rău pentru el și pentru fiecare 
nou creștin cu noi de idei, pentru că noi credem că 
creștinismul este cel mai rău lucru să se întâmple în istoria omenirii. 
Acesta este un truc bine organizat, în scopul de a controla 
societatea, așa încât, atunci când am văzut pe cineva care 
este foarte mult creștină, care este completă a 
sistemului, mă simt foarte rău pentru el pentru că el nu e liber. [13]
```

La redarea în Malta, o țară care în Constituție se declară ca Romano-Catolica, probleme de la Biserica Catolica si alte grupuri de ensued atunci când o persoană necunoscută a blocat flyer la o biserica usa. Trupa a fost permis să cante, eventual, chiar dacă au avut loc de întâlnire pentru a modifica.
În ciuda numelui, trupa lui liric temele tradiționale care implică și răul ocultism a evoluat într-o mai "mistic" calea [11], și pe care le-au modificat lor muzicale direcție pe fiecare album, utilizand elemente, cum ar fi curat melodic bariton voce, doom, gothic metal industriale și de trăsături de muzică, și de sex masculin / feminin Benedictinarum cântări. Recent album, care incepe cu Khronos, au arătat de a lua o trupa mai modern, mai rapidă și mai agresive de abordare a lor Fier-stil gotic. Ultimul lor album, Theogonia, în special, a fost descrisă ca fiind mai "atmosferice" și "epic" de etichetă. [14]
Grupul de alegere a producătorilor, ingineri si mixere a fost, de asemenea a variat; suedez extreme metal cifre Dan Swanö (Unisound), Peter Tägtgren (Abyss Studios) și Fredrik Nordstrom (Studio Fredman), producătorilor germani Andy Classen (Asphyx, Belphegor) Siggi Bemm ( Therion, Teatrul de tragedie) și Waldemar Sorychta (lacună bobină, The Gathering), precum și Xytras (Samael percussionist / keyboardist) au contribuit la producerea de pe banda de albume.
Din 2007 [Update], Rotting Christ au fost în jur de 20 de ani, unul dintre cele mai lungi rulează în benzile de metal negru de gen. În sărbătoare a trupei de longevitate, de 2 DVD + 2 CD compilație, "non Serviam: A 20 Anul Apocryphal Story", împușcat la Atena la 8 decembrie 2007, va fi lansat la nivel mondial 23 februarie 2009.
Rotting Christ au azunci una din cele mai respectate trupe de black metal dupa aparitia albumului "A Dead Poem" in anul 1997.
Versuri lor sunt influetate din mitologie greaca,mesopotamiana,egipteana si transmit  mesaje ANTI - RELIGION.
Rotiing Christ"Hristos putrezit" au incput o miscare ANTI - RELIGION in Grecia si in alte tarii.
Album care l-a dat o faima internationala este Theogonia care este bazat pe cartea omonima a lui Isiodos.Este o carte despre creatia universului si pentru inceputul Cronosului"adica hronos(timp)"si despre zeii antici a Greciei. 

Band members
<  Current members
```
   * Sakis Tolis - chitară/voce (1987-prezent)
   * Giorgos Bokos - chitară (2005-prezent)
   * Andreas Lagios - chitară bas (1996-prezent)
   * Themis Tolis - tobe (1987-prezent)
```

```
    Past members
```

```
   * Kostas Vassilakopoulos - chitară  (1996-2004)
   * Georgios Tolias - clape (1996-2004)
   * George "Magus Wampyr Daoloth" Zaharopoulos - clape/voce de fundal (1992-1994)
   * Jim "Mutilator" Patsouris - chitară bas (1989-1996)
   * Panayiotis - session keyboard (1997)
```

```
     Discography
```

```
      Full Length
```

```
   * Thy Mighty Contract
     11 noiembrie 1993
     Osmose Productions
     (re-released on Century Media, 20 ianuarie 1998)
   * Non Serviam
     10 octombrie 1994
     Unisound
     (re-released on The End Records, 24 ianuarie 2006)
   * Triarchy of the Lost Lovers
     20 august 1996
     Century Media
   * A Dead Poem
     7 octombrie 1997
     Century Media
   * Sleep of the Angels
     9 martie 1999
     Century Media
   * Khronos
     29 august 2000
     Century Media
   * Genesis
     29 octombrie 2002
     Century Media
   * Sanctus Diavolos
     20 septembrie 2004
     Century Media
   * Theogonia
     6 februarie 2007
     Season of Mist
```

```
    Demos, singles, and DVDs
```

```
   * Decline's Return (1988) (demo)
   * Leprosy of Death (1988) (unofficial demo)
   * The Other Side of Life (1989) (EP split with Sound Pollution)
   * Satanas Tedeum (1989) (demo)
   * Passage to Arcturo (1991) (EP)
   * Split with Monumentum (1991) (split)
   * Dawn of the Iconoclast (1991) (EP)
   * Ades Wind (1992) (demo)
   * Apokathelosis (1993) (EP)
   * The Mystical Meeting (1997) (single/live/cover compilation)
   * Der Perfekte Traum (1999) (single/Live)
   * In Domine Sathana (2003) (live DVD)
   * Non Serviam: A 20 Year Apocryphal Story (2009) (live DVD/CD)
```

Best of compilation
```
   * Thanatiphoro Anthologio (2007) (compilation)
```

```
    References
```

```
  1. ^ The Metal Observer review of Rotting Christ’s Triarchy Of The Lost Lovers
  2. ^ NME Rotting Christ biography
  3. ^ Metal Rules interview with Rotting Christ
  4. ^ Rotting Christ biography at allmusic
  5. ^ The Metal Observer review of Triarchy of the Lost Lovers
  6. ^ Rotting Christ at bands.metalland.net
  7. ^ A brief chronicle of the early Hellenic Black Metal movement
  8. ^ Rotting Christ biography at The Gauntlet
  9. ^ Anorexia Nervosa Join Vader's Blitzkrieg 3 Tour
 10. ^ Metal-rules.com interview with Rotting Christ
 11. ^ a b Rotting Christ biography at rusmetal.ru
 12. ^ Rotting Christ interview at tartareandesire.com
 13. ^ Rotting Christ Mainman Feels 'Sorry' for Megadeth's Dave Mustaine
 14. ^ PhonoPaca/Season of Mist
```